# Euphrasia macrocalyx
Euphrasia macrocalyx är en snyltrotsväxtart som beskrevs av Juzepczuk. Euphrasia macrocalyx ingår i släktet ögontröster, och familjen snyltrotsväxter. Inga underarter finns listade i Catalogue of Life.